# LAMA energy
LAMA energy, a.s. je český dodavatel zemního plynu a elektrické energie, součást firemní skupiny LAMA ENERGY GROUP (LEG) s vlastní těžbou ropy a plynu na jižní Moravě; plyn těžený v rámci skupiny pokrývá potřebu zákazníků LAMA energy přibližně z jedné pětiny.. Společnost sídlí v Hradci nad Moravicí, do jejího portfolia patří domácnosti i firemní zákazníci. Na českém trhu firma působí od jeho otevření v roce 2007 a řadí se mezi dodavatele energií střední velikosti. V roce 2019 dodala zákazníkům 3,42 terawatthodiny zemního plynu a 0,7 terawatthodiny elektřiny, přičemž obsluhuje přibližně 72 tisíc zákazníků (2020). Od roku 2011 je dodavatelem plynu i na Slovensku.

## Kontroverze
Podle organizací na ochranu práv spotřebitelů i sdělovacích prostředků využívá firma agresivní marketingové praktiky, které jsou v rozporu s dobrými mravy a právy spotřebitele. Konkrétně se jedná o nevyžádané „dárky“ LED žárovek za cenu 1 Kč, která je v případě odstoupení od sdružené smlouvy o dodávce energií automaticky zvýšena na až 3.500 Kč. Skutečná běžná tržní cena poskytnutých žárovek je několikanásobně nižší. Smlouvu o „prodeji“ žárovek přitom lze vypovědět pouze ve lhůtě 14 dnů, která je kratší, než zákonná měsíční lhůta pro výpověď smlouvy o dodávkách energií. Podle spotřebitelského časopisu D-test je však popsané ustanovení nezákonné. Na uvedenou zkušenost si stěžovali i takto postižení zákazníci, přičemž podle jejich vyjádření firma neposkytuje spotřebitelům kopii smlouvy o prodeji žárovek.